# Tim Reeves

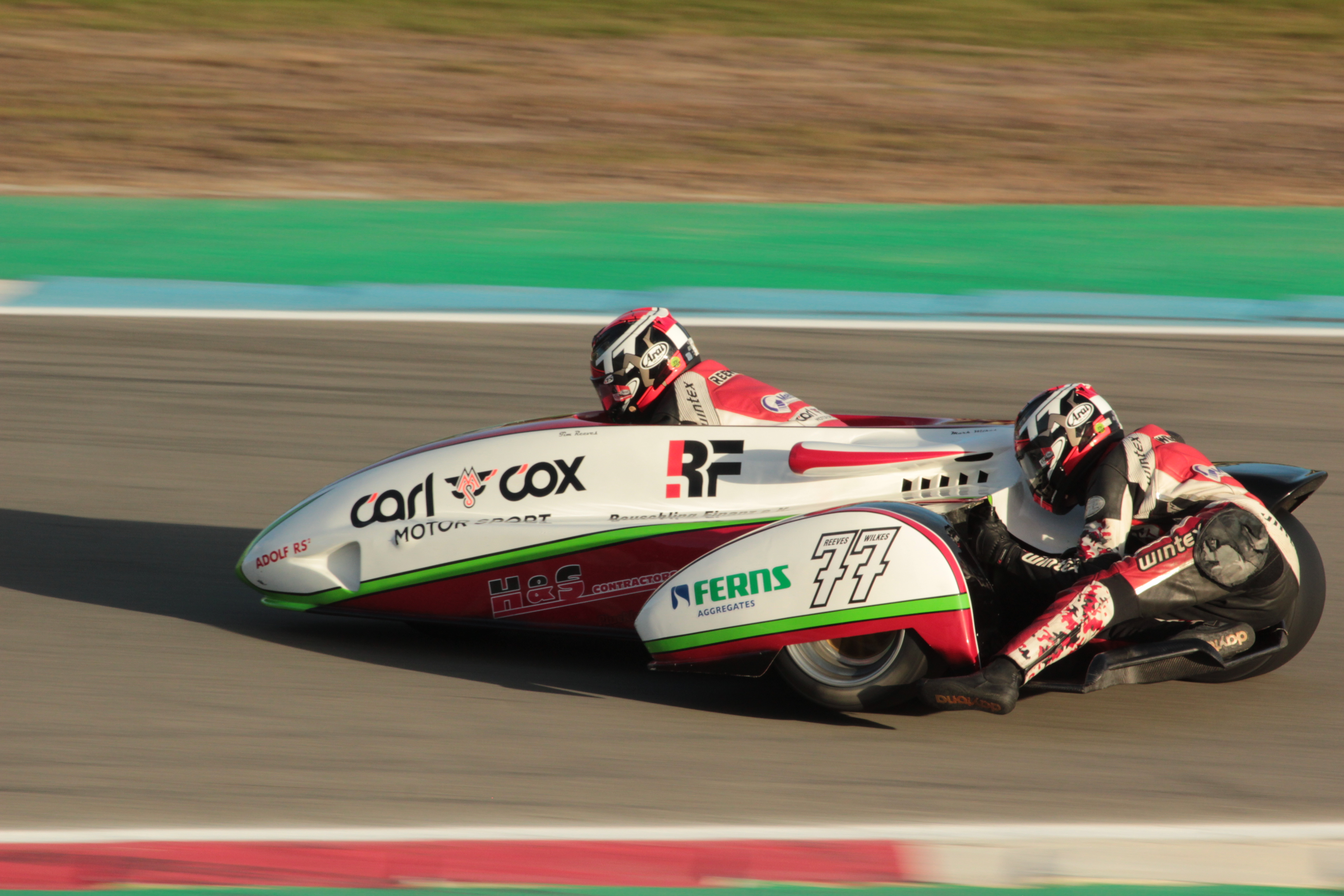
Reeves met bakkenist Mark Wilkes in Assen 2018

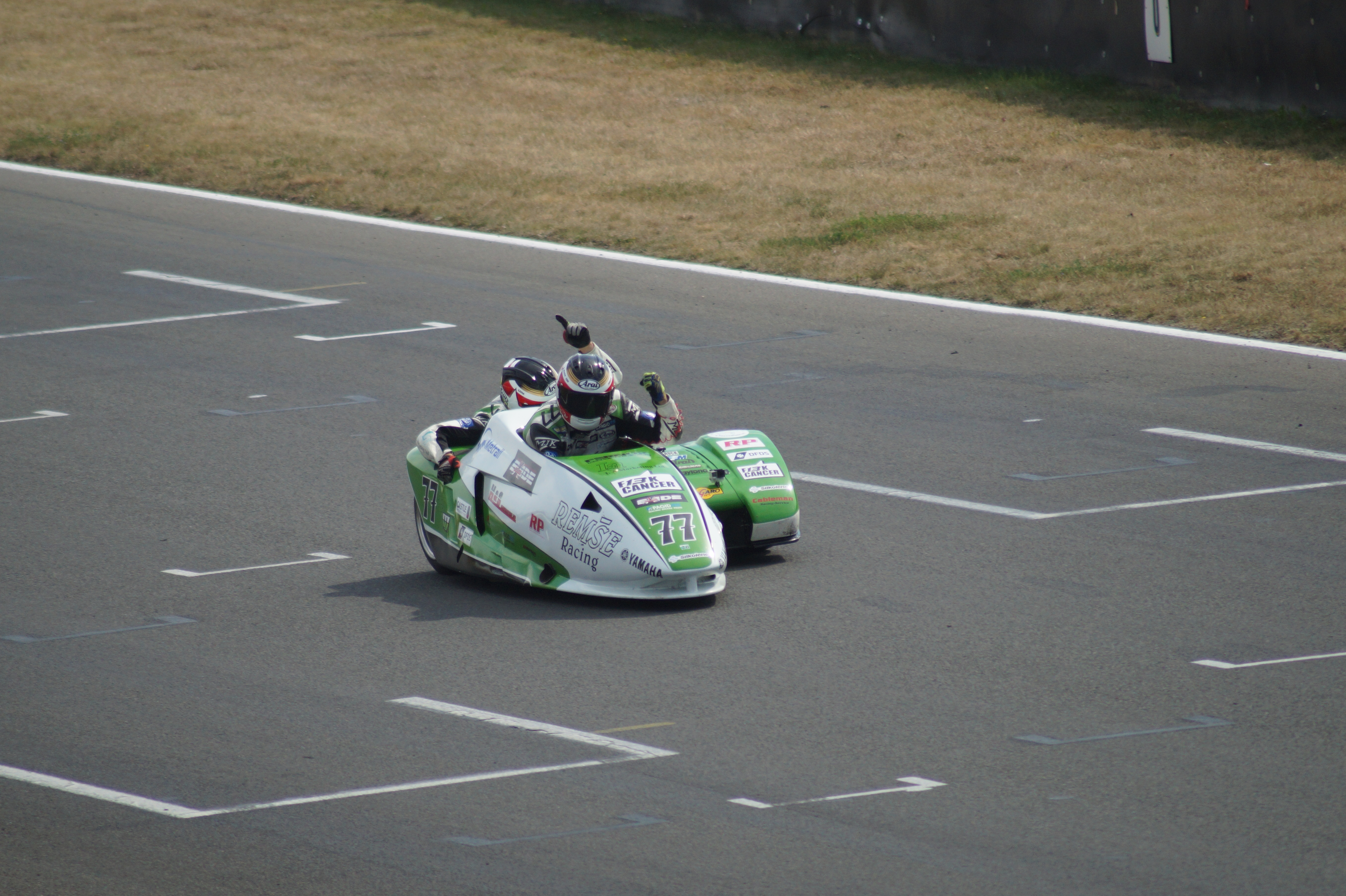
Tim Reeves met Grégory Cluze wonnen in 2016 de tweede race in Oschersleben tijdens de Duitse Speedweek

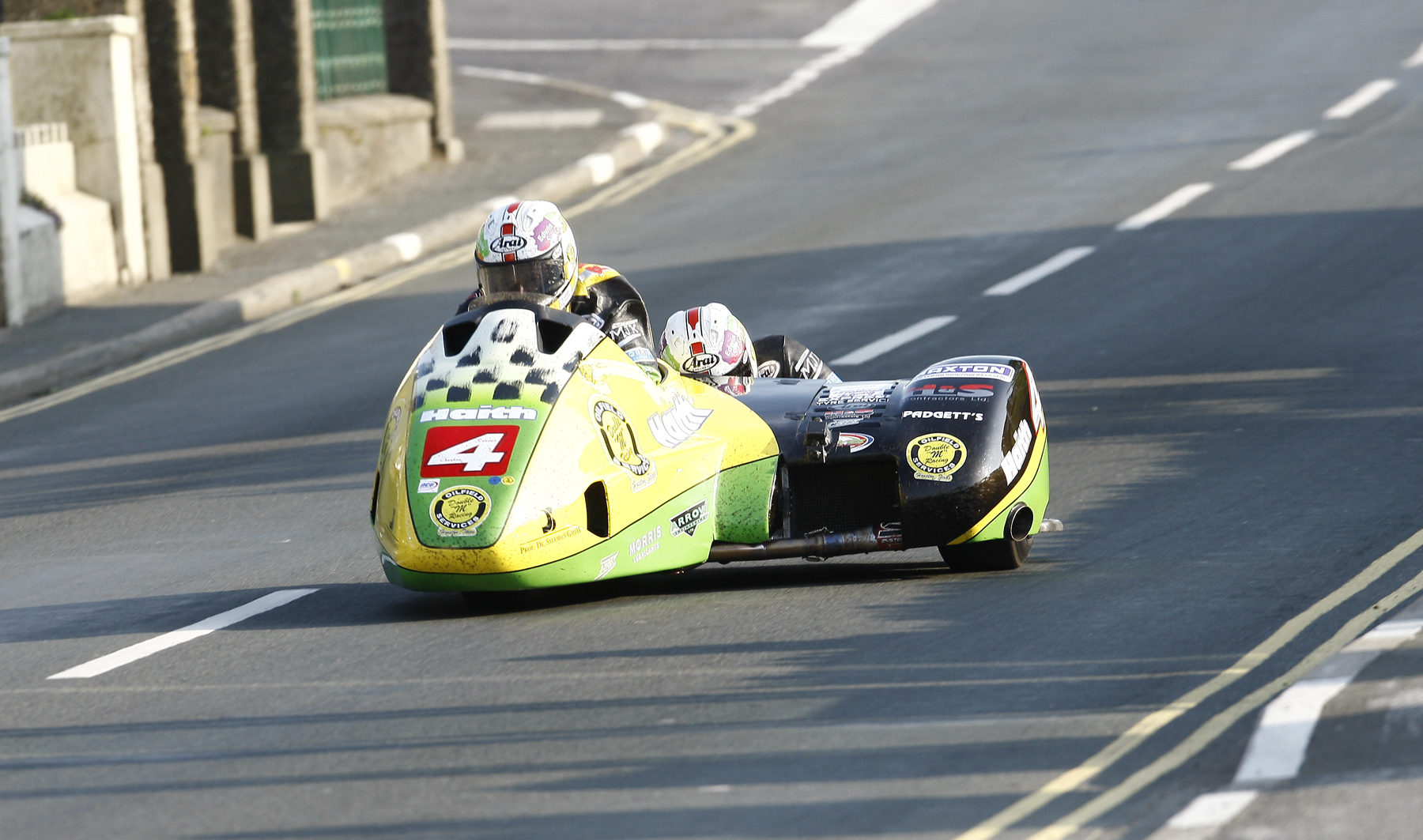
Tim Reeves en Dipash Chauhan tijdens de 2010 Isle Of Man TT Race A. Ze eindigden als 3e op hun Formule 2 Zijspancombinatie

Tim Reeves (Maidstone, 28 augustus 1972) is een Brits motorcoureur en achtvoudig (wereld)kampioen in de zijspanklasse. Zes titels behaalde hij in de F1-klasse, en twee in de F2-klasse.
Reeves woont in High Halden. Hij behaalde veel van zijn successen op LCR-machines, maar reed ook op andere machines.

## Carrière
Reeves begon zijn carrière als bakkenist in 1992 en reed vanaf 1998 zelf als coureur. Naast het FIM Wereldkampioenschap F1 Zijspanrace en de RKB-F1 British Sidecar Championship nam Reeves ook regelmatig deel aan en het Internationale Duitse Motorracekampioenschap (IDM) en de Sidecar TT van de TT van Man en FIM F2 Kampioenschappen.

### WK

#### WK F1
Vanaf 2003 neemt Reeves deel aan de Grand Prix voor het wereldkampioenschap. Zijn eerste titel in de FIM Wereldkampioenschap zijspanrace F1 won hij in 2005 met zijn jongere broer Tristan als bakkenist, vóór de Finnen Tero Manninen en Pekka Kuismanen. In 2006 werden zij opnieuw wereldkampioen. In 2007 werd Reeves voor het derde opeenvolgende seizoen wereldkampioen, nu met bakkenist Patrick Farrance.
In 2012 werd Reeves met bakkenist Ashley Hawes op LCR-Suzuki GSX-R1000 wereldkampioen. en in 2014 opnieuw, nu met de Fransman Grégory Cluze wereldkampioen op hun LCR-Kawasaki ZX-10R. Cluze bleef t/m het seizoen 2016 Reeves’ bakkenist in de F1.
In 2018 werd Mark Wilkes bakkenist van Reeves bij het Duitse F1 Team Berlin Express. In 2019 werden zij wereldkampioen op Adolf RS-Yamaha YZF-R6.
In 2020 vormden Berlin Express en MGM Racing samen het nieuwe raceteam Bonovo Action by MGM Racing waarvan Reeves met zijn nieuwe Franse bakkenist Kevin Rousseau deel gingen uitmaken. In de International Sidecar SuperPrix 2020 eindigden zij als tweede. In 2021 eindigden Reeves en Rousseau als 5e in het WK.

#### WK 600cc
Van 2014 t/m 2016 werd er een apart F2 World Trophy 600cc gehouden voor ‘lange’ machines met een motorinhoud van maximaal 600cc. In 2014 werd Reeves en Grégory Cluze op DMR-Honda CBR600 de eerste wereldkampioen Formule 1 Zijspan 600cc klasse voor machines met een ‘lang ‘F1’ chassis’ maar met een 600 cc (‘F2’) motor. In 2015 behaalde hij op dezelfde machine opnieuw de Formule 1 Zijspan 600cc wereldtitel, nu met Patrick Farrance.

Vanaf 2017 werden de reglementen aangepast en hebben alle F1 machines een 600cc motor. Er rijden wel machines met 1000cc motoren mee in de races, maar moderne 600cc machines zijn sneller. Per race worden wel aparte prijzen uitgereikt voor de 1000cc machines. Er is echter geen afzonderlijk FIM Wereldkampioenschap.

### TT van Man
Reeves debuteerde in 2008 in de Sidecar TT van de TT van Man, een race voor F2-machines. In de eerste race werd hij met Farrance op LCR-Suzuki derde, waarmee hij de eerste debutant met een podiumplaats was sinds Jock Taylor in 1978 tweede was geworden. Ook in 2010 reed Tim Reeves op het podium, door in de eerste race met bakkenist Dipash Chauhan derde te worden. Met Manxman Daniel Sayle werd hij in 2012 tweede in race 2 op LCR-Honda. Met Sayle behaalde Reeves op LCR Honda in 2013 in race 1 zijn eerste, en tot nu toe enige, overwinning op de Sidecar TT van de TT van Man. Met Cluze werd hij in 2014 derde in race 1 op DMR/SMT.

### Brits Kampioenschap
Reeves werd zes maal Brits RKB-F1 Kampioen. In 2007 en 2008 met Patrick Farrance op LCR-Suzuki, in 2010 en 2011 met Grégory Cluze op resp. LCR-Suzuki en LCR-Honda en in 2013 en 2017 met Tristan Reeves op resp. LCR-Suzuki en LCR-Kawasaki.

## Palmares
- FIM Wereldkampioen F1 in 2005, 2006, 2007, 2012, 2014, 2019
- FIM Wereldkampioen F2 in 2014, 2015
- FIM Vice-wereldkampioen F1 in 2008,[37] 2010,[38], 2015, 2016.
- Brits kampioen in 2007 2008 2010 2011 2013 2017
- Duits Kampioen (IDM) 600cc in 2019[39]
- Winnaar TT van Man in 2007 (race 2)